# Charles Ezra Greene

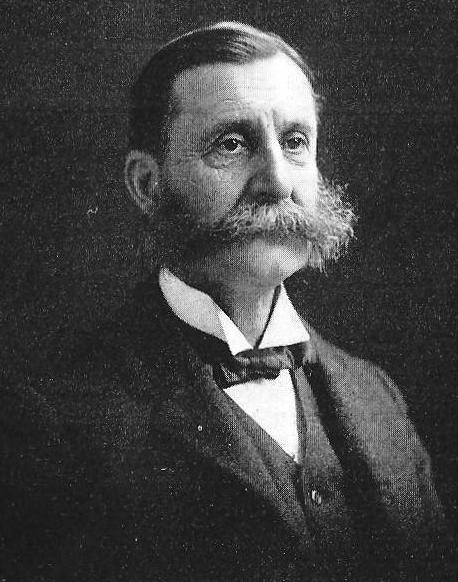
Charles Ezra Greene

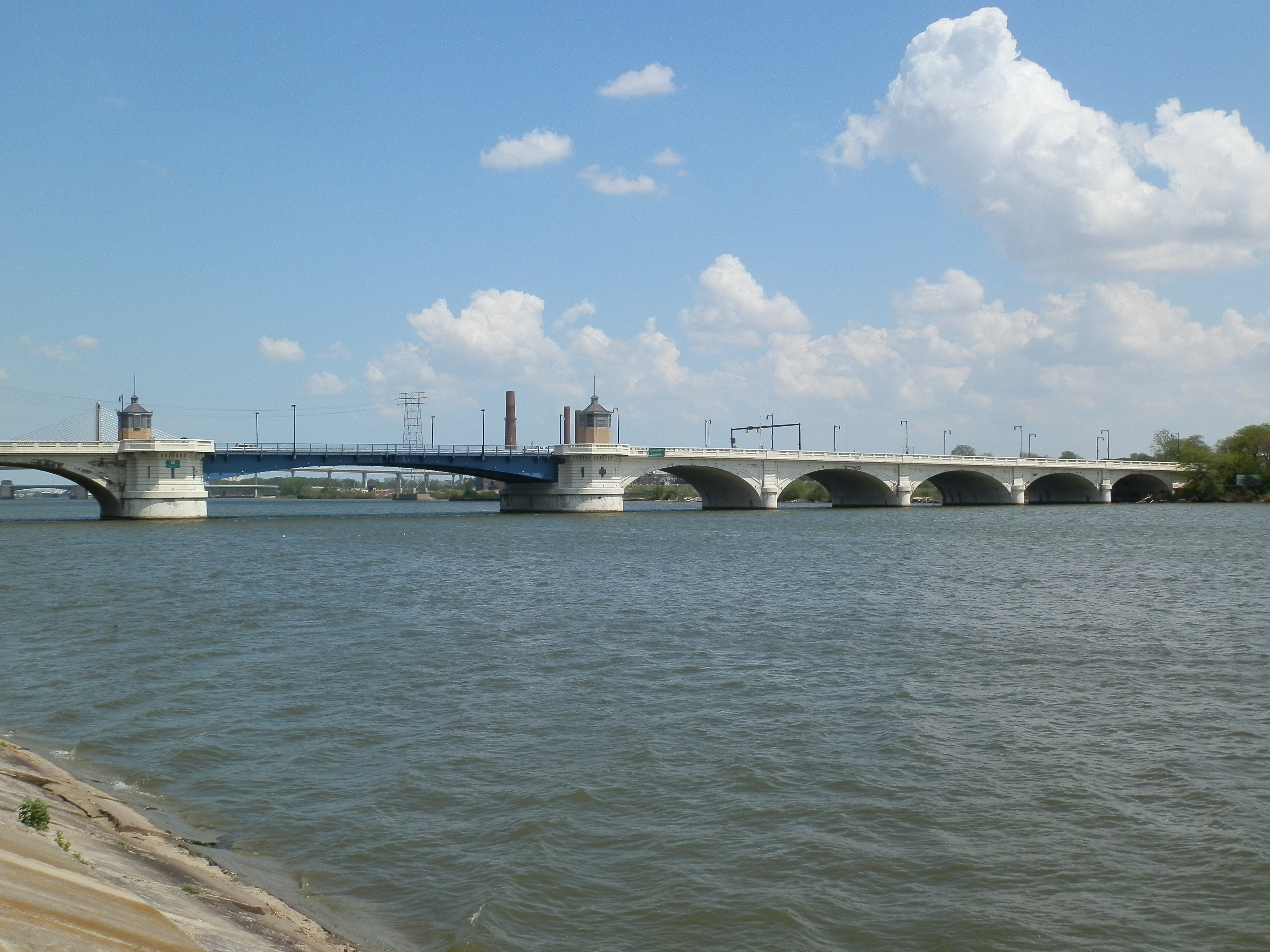
Cherry Street Bridge in Toledo

Charles Ezra Greene (* 12. Februar 1842 in Cambridge, USA; † 16. Oktober 1903 in Ann Arbor, USA) war ein US-amerikanischer Bauingenieur und Lehrstuhlinhaber.
Nach der Cambridge High School und der Phillips Exeter Academy nahm der Pfarrerssohn ein Studium am Harvard College auf, schloss es 1862 als Bachelor of Arts ab und widmete sich der Herstellung von Hinterladergewehren (breech-loading rifles). Von Frühjahr 1864 bis August 1866 leistete er seinen Militärdienst aufseiten der Nordstaaten und verließ sein Regiment im Range eines Quartiermeisters. Im Anschluss studierte Greene am M.I.T. Bauingenieurwesen und erwarb 1868 den Bachelor of Science. Seine ersten Sporen verdiente er sich als Hilfsingenieur (assistant engineer) bei der Bangor & Piscataquis-Eisenbahn in Maine. Danach arbeitete Greene unter General George Thom (1819–1891) in der Bundesbehörde für Fluss- und Hafenbau (US river and harbor improvement) in Maine und New Hampshire. Green wechselte abermals die Stelle und avancierte zum Stadtingenieur (City Engineer) von Bangor. Nachdem er einen Ruf auf den Bauingenieurlehrstuhl der Washington University von St. Louis erhalten hatte, akzeptierte Greene im Herbst 1872 einen vergleichbaren Ruf an die University of Michigan in Ann Arbor, der er bis zu seinem Tode die Treue hielt. In schneller Folge publizierte Greene Lehr- und Handbücher über graphostatische Untersuchungen von Fachwerken, Durchlaufträgern und Gewölben, die zumeist im aufstrebenden Verlag John Wiley & Sons in mehreren Auflagen erschienen sind. Nach seinem Tode besorgte sein Sohn, Albert Emerson Greene, Neuauflagen seiner Bücher. Greene verfasste seine Bücher aus der Perspektive der konstruktionsorientierten bzw. praktischen Baustatik, da Greene in der Ingenieurpraxis tätig war. So arbeitete er 1880 als Chefingenieur der Toledo Ann Arbor & Northern Railroad und verantwortete in dieser Eigenschaft die hölzerne Gerüstbrücke über den Huron in Ann Arbor. Zwei Jahre später war er Beratender Ingenieur der Wheeling & Lake Erie railroad bridge über den Maumee River in Toledo und verantwortete dort 1883 die Cherry Street Bridge. 1885 folgten Beratungstätigkeiten für die Wasserwerke Ann Arbor, plante ein Jahr später plante er auch die Wasserwerke für Pontiac und Ypsilanti.
Neben Greenes hochschulpolitischem Engagement für die Etablierung der Professuren für Maschinenbau und Schiffbau (Mechanical and Marine Engineering) an der University of Michigan genoss Greene bei seinen Studenten hohes Ansehen, da er ihnen nicht nur auf originelle Weise Geschriebenes vermittelte, sondern auch das Ingenieurwissen zwischen den Zeilen (tacit knowledge) nahebrachte. Greene verstand es, die Baustatik in praktischer Absicht darzustellen zu lehren und zu verbreiten. Er kann als herausragender Pragmatiker der Baustatik in ihrer Vollendungsphase (1875–1900) begriffen werden.

## Werke
- Greene, C. E.: Graphical method for the analysis of bridge trusses. New York: D. Van Nostrand 1875.
- Greene, C. E.: Graphical analysis of roof trusses; for the use of engineers, architects and builders. Chicago: G. H. Frost 1876.
- Greene, C. E.: Graphical method for the analysis of bridge trusses; extended to continuous girders and draw spans. New York: Wiley 1877.
- Greene, C. E.: Graphics for engineers, architects, and builders: a manual for designers, and a text-book for scientific schools. Trusses and arches analyzed and discussed by graphical methods. New York: Wiley 1879.
- Greene, C. E.: Trusses and arches analyzed and discussed by graphical methods. New York: Wiley 1879.
- Greene, C. E.: Graphics for engineers, architects, and builders: a manual for designers, and a text-book for scientific schools. New York: Wiley 1879–1881.
- Greene, C. E.: Notes on Rankine's Civil engineering, part II, for the use of engineering students University of Michigan. Ann Arbor: Handschriftl. Manuskript 1891.
- Greene, C. E.: Structural mechanics; comprising the strength and resistance of materials and elements of structural design, with examples and problems. New York: Wiley 1897.